# Amor Muñoz
Amor Muñoz (Ciudad de México, 5 de junio de 1979) es artista visual, docente y gestora cultural que se ha caracterizado por establecer una relación entre arte, tecnología y sociedad, buscando desarrollar el potencial creativo de la gráfica, expandiéndola.

## Formación
Nació en la Ciudad de México. Estudió la licenciatura en Derecho en la Universidad Nacional Autónoma de México. En el año 2001 se mudó a Nueva Orleans, Estados Unidos, donde tomó cursos en la Academia de Bellas Artes de Nueva Orleans. Su formación como artista ha sido en gran medida autodidacta. En el año 2006 vuelve a la Ciudad de México para iniciarse como gestora cultural, lo cual le permitió posicionarse en la escena cultural mexicana. Incursiona en el Proyecto Sin Número - Proyectos de Arte Emergente donde se dedicaba a la curaduría y gestión de espacios en el Centro Histórico de la Ciudad de México para el desarrollo de eventos culturales. Llevó a cabo tres proyectos curatoriales bajo esa iniciativa donde participaron artistas tanto del norte como del sur del país entre quienes destacan: Gerardo Yepiz (Acamonchi), Dulce Chacón, Edith Pons, Nacho Chincoya, Daniel Habif, Balam Bartolomé, Mónica Arreola, Ingrid Hernández, entre otros y otras artistas.
Por dos ocasiones, Muñoz recibe la beca Jóvenes Creadores del Fondo Nacional para la Cultura y las Artes (FONCA) en el año 2007-2008 y en el 2011-2012.  Es gracias a la beca del FONCA que decide dejar su desempeño profesional como abogada y su trabajo de gestión por la autogestión, dedicándose completamente a la producción de su obra. En el 2009 es invitada por Damián Flores a participar en una residencia artística en La Curtiduría en la Ciudad de Oaxaca, siendo esta experiencia un parteaguas para su carrera donde genera nuevas perspectivas sobre la gráfica. Su exploración del concepto de Campo y Gráfica Expandida la llevó a trabajar con el artista electrónico Arcángel Constantini, a quien asistió durante el año 2010. Enfocándose cada vez más hacia las cuestiones técnicas, la electrónica y la ingeniería, incorporó estos elementos a su investigación previa. A comisión de Casa Vecina con el proyecto curatorial Lugar Cero surge «Riesgo, Simulación y Espacio», su primera obra nómada que cuenta con un dispositivo móvil siendo una acción sonora para el 25 aniversario del Terremoto de México de 1985. Además del dispositivo móvil, la pieza contaba con bocetos esquemáticos y un instructivo para elaborar una alarma casera, el cual era repartido al público. Dichos esquemáticos representaban la funcionalidad, que sería el ingrediente clave para seguir explorando el campo y gráfica expandida. 
En el año 2010 comienza a hacer una serie de dibujos que a su vez funcionan como máquinas- artefactos, siendo esto el surgimiento del proyecto Esquemáticos, presentado en el Laboratorio Arte Alameda al año siguiente.  En esta época Muñoz vivía en la calle de Regina en el Centro Histórico, calle en la cual vivió por 8 años durante los cuales pudo conocer a fondo la dinámica de señoras tejedoras que cobraban 30 pesos por enseñar a tejer, las clases se llevaban a cabo en la calle como una iniciativa autónoma. Las tejedoras brindaban una oferta de conocimiento en el espacio público, lo cual dio pie a su próximo proyecto, Maquila R4 para el cual construyó una fábrica nómada donde se manufacturan circuitos electrónicos textiles funcionales. La fábrica móvil se construyó en Faro de Oriente y el proyecto se desarrolló entre los años 2011 y 2013. Dicho proyecto no recibió apoyos institucionales en sus inicios, a pesar de lo cual Muñoz continuó desarrollándolo y fue con él que ganó el New Face Award en el Japan Media Arts Festival en 2013 y una mención honorífica en Ars Electronica 2012.
En el año 2015 desarrolla Rhythmic Manufacture en el Museo 21er Haus, Belvedere en Austria. Tratándose de un performance que dura el tiempo de una semana laboral. La intención del proyecto es hablar sobre la obsolescencia de los componentes básicos de la electrónica que con el tiempo pierden su utilidad, creando un paralelo al dibujarlos en acuarela, donde pasan a ser una mera representación de los mismos, perdiendo su funcionalidad. El mismo año inicia YucaTech, un proyecto de contenido social que busca crear comunidad para resolver problemas locales llevado a cabo en Maxcanú, Yucatán. Para ello se fue a vivir a la ciudad de Mérida, donde residió un par de años.Actualmente, vive y trabaja en la Ciudad de México. 
Muñoz se ha dedicado a la docencia impartiendo talleres sobre electrónica en textiles en México, Estados Unidos, Chile, Irlanda, Japón y Colombia entre otros países, así como conferencias y mesas de discusión sobre arte y activismo en foros como EyeO Festival (E.U.), Eletronika Festival (Brasil), Japan Media Arts Festival (Tokio), TAG CDMX (México) e instituciones académicas como la Academia de Bellas Artes de Viena y la Universidad de Artes en Linz.

## Obra
2015 
- Rhythmic Manufacture se trata de un performance llevado a cabo durante una semana laboral completa. Quienes trabajan en las fábricas tienen un condicionamiento para trabajar con un patrón que se repite durante horas al ritmo de un metrónomo (ritmo laboral). La acción consiste en dibujar en acuarela componentes electrónicos como capacitores, transistores, resistencias y otros objetos funcionales sobre pequeños recuadros de papel. Se dibuja un solo objeto diariamente y este va cambiando conforme pasan los días. Al final de la semana laboral se realizaron 700 dibujos que hablan sobre la obsolescencia de dichos componentes electrónicos que igualmente han perdido su esencia funcional al ser dibujados, convirtiéndose en objetos bidimensionales. La repetición de dicha labor tiene la intención de asemejarse a un proceso robótico, hablando sobre los métodos de producción que se utilizan en las fábricas donde se hacen muchos de los objetos electrónicos que utilizamos día con día.

- Yuca-Tech: Energía hecha a mano es un proyecto de contenido social que busca crear trabajo en comunidad con la finalidad de resolver problemas locales con el uso de recursos low y high tech, mezclando tradición e innovación tecnológica. A manera de laboratorio comunitario el desarrollo del proyecto se llevó a cabo en Maxcanú, región que trabaja el henequén en Yucatán. Desde sus inicios Yuca-Tech tiene un carácter social, habiendo sido financiado de manera colectiva a través de Fondeadora y ARCA Televisa, quien puso la mitad del dinero para apoyar el proyecto. Yuca-Tech consiste en crear una serie de objetos textiles fotovoltaicos y algunas piezas con luz usando fibra óptica, mezclando el uso de materiales inteligentes con fibras tradicionales y procesos artesanales. El resultado final fueron piezas de uso común que representaban un mejoramiento en la vida de la comunidad.[11][12][13]

2013
- Maquila Región 4 es una intervención en el espacio público dentro del panorama laboral de zonas marginadas de México. Partiendo del concepto de las maquilas mexicanas, Muñoz creó una fábrica de manufacturas móvil impulsada por una bicicleta. Dicha fábrica nómada atraviesa la Ciudad de México ofreciendo trabajo en la producción de circuitos electrónicos bordados con hilo conductivo para crear piezas funcionales. Un sistema de perifoneo invita al público a participar y trabajar en la maquila a cambio de un salario mínimo de $7 dólares por hora, pagando una cantidad mucho mayor al que normalmente emplean las maquilas de México. Los bordados son esquemáticos textiles de circuitos que sirven como alarmas de diferentes tonalidades al activar un sensor de proximidad. Una vez que la pieza es terminada, las personas trabajadoras bordan un código BiDi que redirige a quien lo decodifica hacia una página web donde se puede ver el proceso de producción e información concerniente a la persona que lo elaboró.[14]

2011 
- Esquemáticos: gráficas expandidas funcionales es una serie de obras interactivas bordadas a mano que representan de manera simbólica la funcionalidad tecnológica. A través de hilo conductor, los bordados dibujan diagramas esquemáticos de 5 artefactos electrónicos funcionales; un sensor de audio, uno de pulso, un circuito 555, un órgano electrónico y un alcoholímetro, los cuales pueden ser operados por el público.[15][16][17]

## Premios
2013 
- New Face Award en el 17th Japan Media Arts Festival por su pieza «Maquila Región 4»[18]
- «Mentes Quo+Discovery 2013», Revista Quo y Discovery Channel

2012
- Mención honorífica / Prix Ars Electronica por la pieza «Maquila Región 4»[19]

## Becas y residencias artísticas
2015 
- Residencia artística, Kultur Kontakt, Vienna, Austria.
- Sistema Nacional de Creadores de Arte, Beca, México.

2014 
- Residencia artística, Nordic Artists' Centre Dale, Norway.

2013 
- Residencia artística, Stgo Maker Space, Chile.

2012
- BBVA Fundación Bancomer, Beca, México.

2010-1012 
- Fondo Nacional para la Cultura y las Artes, México, Beca Jóvenes Creadores, México.

2010 
- Beca de Producción e Investigación en Arte y Medios, Centro Multimedia, México.

2007-2008 
- Fondo Nacional para la Cultura y las Artes, México, Beca Jóvenes Creadores, México.

## Exposiciones individuales
2015 
- Rhythmic manufacture, performance diario / 21er Haus, Belvedere, Vienna.

2011 
- Esquemáticos, Laboratorio Arte Alameda, Ciudad de México.

2010 
- Rs, Simulación y Espacio, Casa Vecina & Lugar Cero, Ciudad de México.

2009 
- TRRA_3D>R4, Taller Gráfica Actual, Oaxaca, México.

2008
- Bestiario Sentimental, Fingered Gallery, Arts in Bushwick Festival, Nueva York, EUA y Centro Cultural BORDER, Ciudad de México.

## Exposiciones colectivas
2015
- Transcultural Emancipation 2. Public Art Fluc, instalaciones de artistas en residencia en Kultur Kontakt, Vienna Art Week, Austria.
- Presentation 4/2015, Espacio de exposición de la Cancillería Federal de Viena, Austria.
- Piedra, papel o tijera, El juego de los artistas, Museo Diego Rivera, Ciudad de México.

2014
- Digital Latin America, 516 Arts, Albuquerque, Nuevo México, EUA.
- Japan Media Arts Festival, National Art Center, Tokio, Japón.
- Open Studio, Nordic Artists' Centre, Noruega.
- Open Lab, CAC4 + Hiper5, Universidade Federal do Rio de Janeiro, Brasil.
- Capital Orgánico, Galería de Arte del Palacio Municipal, Puebla, México.

2013
- Esto No Es Un Museo, Artefactos móviles al acecho, Centro Cultural España, Ciudad de México.

2012
- Cyberarts 2012, Ars Electronica, OK Center, Linz, Austria.
- Memografías, Museo Nacional de la Estampa, Ciudad de México.
- Muestra del Programa de Apoyos a la Producción e Investigación en Arte y Medios, Centro Multimedia, CNA, Ciudad de México.
- Esto No Es Un Museo, Artefactos móviles al acecho, ACVic Centre d’Arts Contemporànies, Barcelona, España.

2011
- Conductores: Galia Eibenschutz y Amor Muñoz, Stanlee and Gerald Rubin Center for the Visual Arts, Universidad de Texas en El Paso, EUA.[20][21]
- Electronika - Vivo Arte.Mov, Festival De Novas Tendências, Palácio das Artes, Belo Horizonte, Brasil.
- Transitio MX, Festival de Artes Electrónicas y Video, Ciudad de México.
- RAM_era, Galería Central, Universidad de Málaga, España.
- Sombra del Agua, Galería Metropolitana, UAM, Ciudad de México.

2010
- Transfronteras Contemporáneas, América Latina Memorial, São Paulo, Brasil.
- Draw, Museo de la Ciudad de México, Ciudad de México.
- Maquila R4 / Acción en el espacio público, Galería OMR, Ciudad de México.
- FAVCA, Festival de las Artes Visuales de Campeche, Campeche, México.
- Broken, Museo Ex-Teresa Arte Actual, Ciudad de México.

2009
- True Self, Jonathan LeVine Gallery, Nueva York, EUA.
- Feria ZONA MACO, Monterrey, Nuevo León, México.
- Sin Centenario, Ni Bicentenario, Universidad Iberoamericana, Ciudad de México.

2008
- Candy Bar, Galería 13, Ciudad de México.
- Coleccionables, Centro Cultural Border, Ciudad de México.
- Small, Alternativa 11, Monterrey, México.
- Lunas, Una Expresión Artística, Galería del Auditorio Nacional, Ciudad de México.

2007
- Fingered, exposición colectiva - Festival Mexico Now, Nueva York, EUA.
- Hide and Seek in the Forest of Chouchou, (Colaboración con Gary Baseman), Billy Shire Fine Arts, Los Ángeles, EUA.
- Image and Identity, Imagining our Selves, International Museum of Women, San Francisco, EUA.
- We Have No Idea, Division 9 Gallery, Riverside, EUA.
- Tercera Bienal Nacional de Artes Visuales de Yucatán, Mérida, México.

## Publicaciones
2015 
- EYEO Book, Converge to inspire 2011-2015, EyeO Festival, EUA.

2014
- Digital Latin American, Radius Books, 516 Arts & UNM Art Museum, EUA.
- 17th Japan Media Arts Festival, Libro, Japón.

2012
- New York Times, A Factory on Bicycle Wheels, Demian Cave.
- CyberArts 2012, libro, Prix Ars Electronica Linz, Austria.
- Lugar_Cero, libro, Polyphonic reflection about art and the city, México.

2011 
- Roulotte:09. This is not a museum, Mobile devices, Barcelona, España.
- Art Pulse, International Contemporary Art, Esquemáticos, Invierno 2011-12.
- Electronika, Festival de Novas Tendências, Catálogo, Brasil.
- Transitio_Mx 04, Catálogo del Festival de Artes Electrónicas y Video, Ciudad de México.